# Костел Воздвиження Чесного Животворящого Хреста (Броди)
Костел Воздвиження Чесного Животворящого Хреста (нині Церква Воздвиження Чесного Животворящого Хреста) — чинна культова споруда у місті Бродах, розташований на схід від площі Ринок, при сучасній вулиці Стуса, 6. Споруджений наприкінці XVI століття, зокрема Мечислав Орлович вказував 1596-й як рік побудови. неавторитетне джерело 1594 рік. Парафія належить до Сокальсько-Жовківської єпархії УГКЦ. Пам'ятка архітектури місцевого значення під охоронним № 2865-М.

## Історія
У 1594 році власник міста Міколай Жолкевський видає ерекційну грамоту (заснування парафії).  У цей час будується перший дерев'яний костел, котрий був освячений на честь Святого Станіслава.
11 березня 1646 року великий гетьман коронний, дідич Бродів Станіслав Конецпольський перед своєю смертю склав заповіт, яким зобов'язав сина Олександра сприяти будівництву мурованого костелу в місті. Наприкінці березня 1659 року у Підгірцях раптово помирає Олександр Конєцпольський. І вже внук Станіслава Конецпольського — Станіслав Ян Конецпольський, виконав заповіт свого діда та спорудив на початку 1660-х років у Бродах мурований костел, де з часом перепоховав тлінні рештки свого батька, матері та інших родичів. Пізніше через пожежу 1696 року вигоріла значна частина міста, у тому числі зазнали значних пошкоджень й костел з дзвіницею. Костел було відновлено у 1699 році. 
У XIX столітті костел двічі потерпав від пожеж — у 1849 році та 5 травня 1859 року, коли в ньому вигоріла вся внутрішня частина.
Після другої світової війни костел був зачинений та 1946 року у його приміщенні облаштували спортивну школу, що діяла тут до 1993 року.
1993 року. костел передали греко-католицькій громаді міста, храм освятили як Церкву Воздвиження Чесного Животворящого Хреста. Наприкінці 1990-х років встановили три куполи на споруді (досі була сиґнатурка).

## Галерея

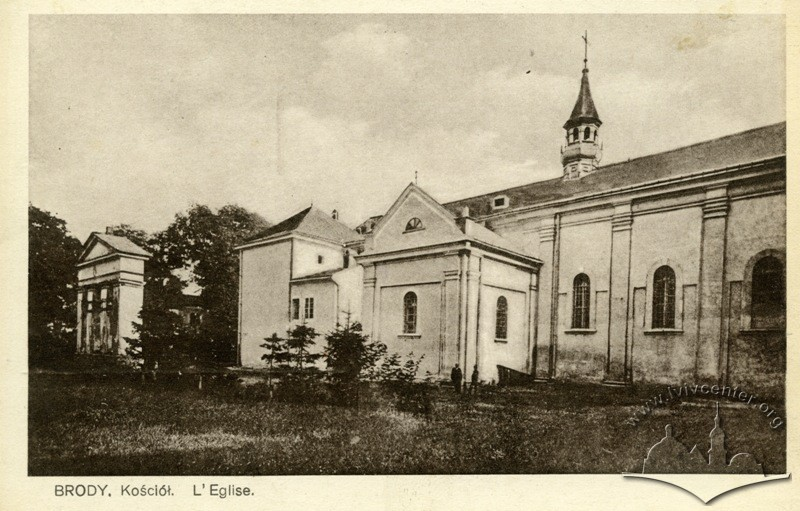
Костел Воздвиження Чесного і Животворящого Хреста поч. XX століття
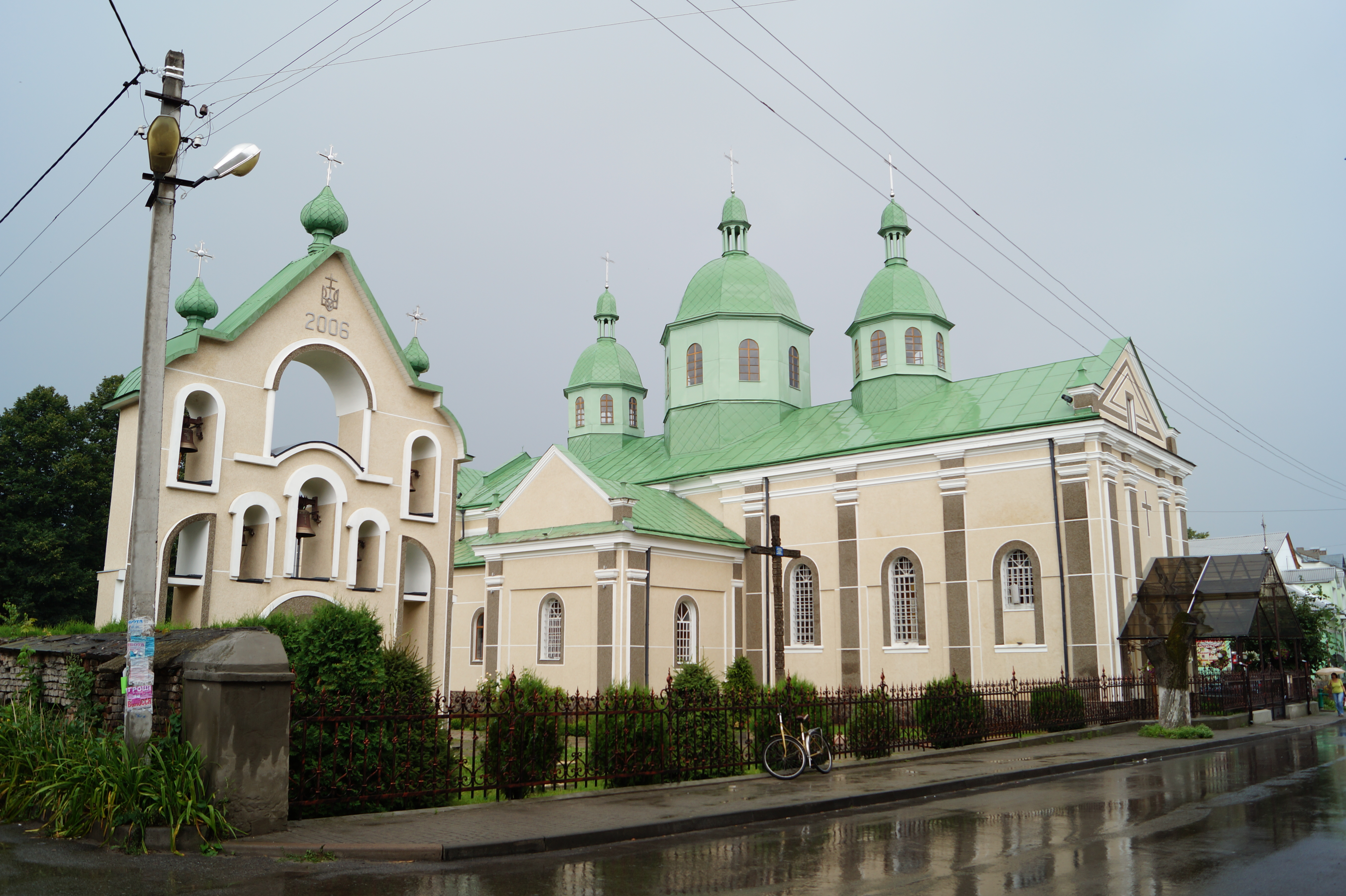
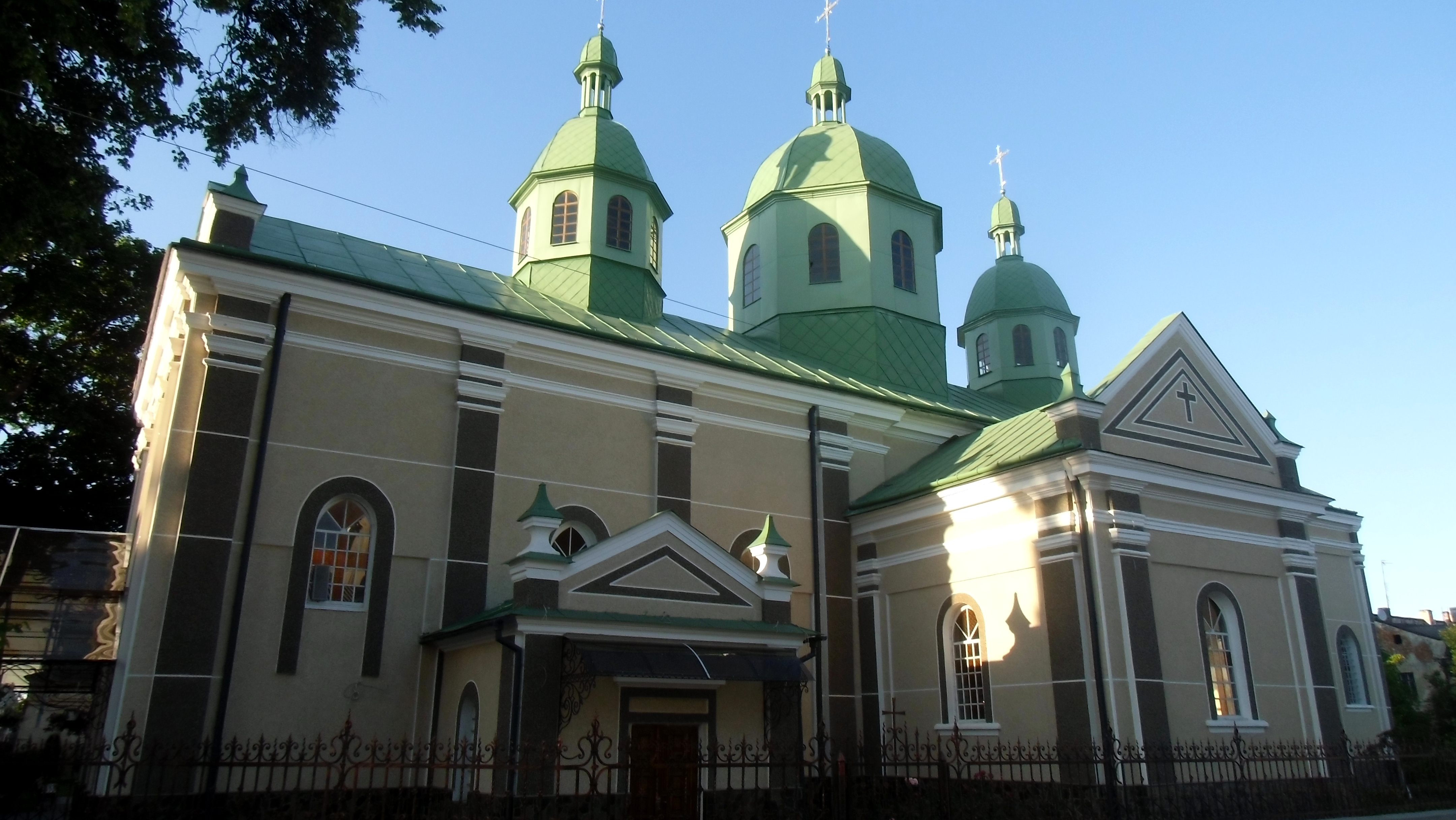
Церква Воздвиження Чесного і Животворящого Хреста Господнього
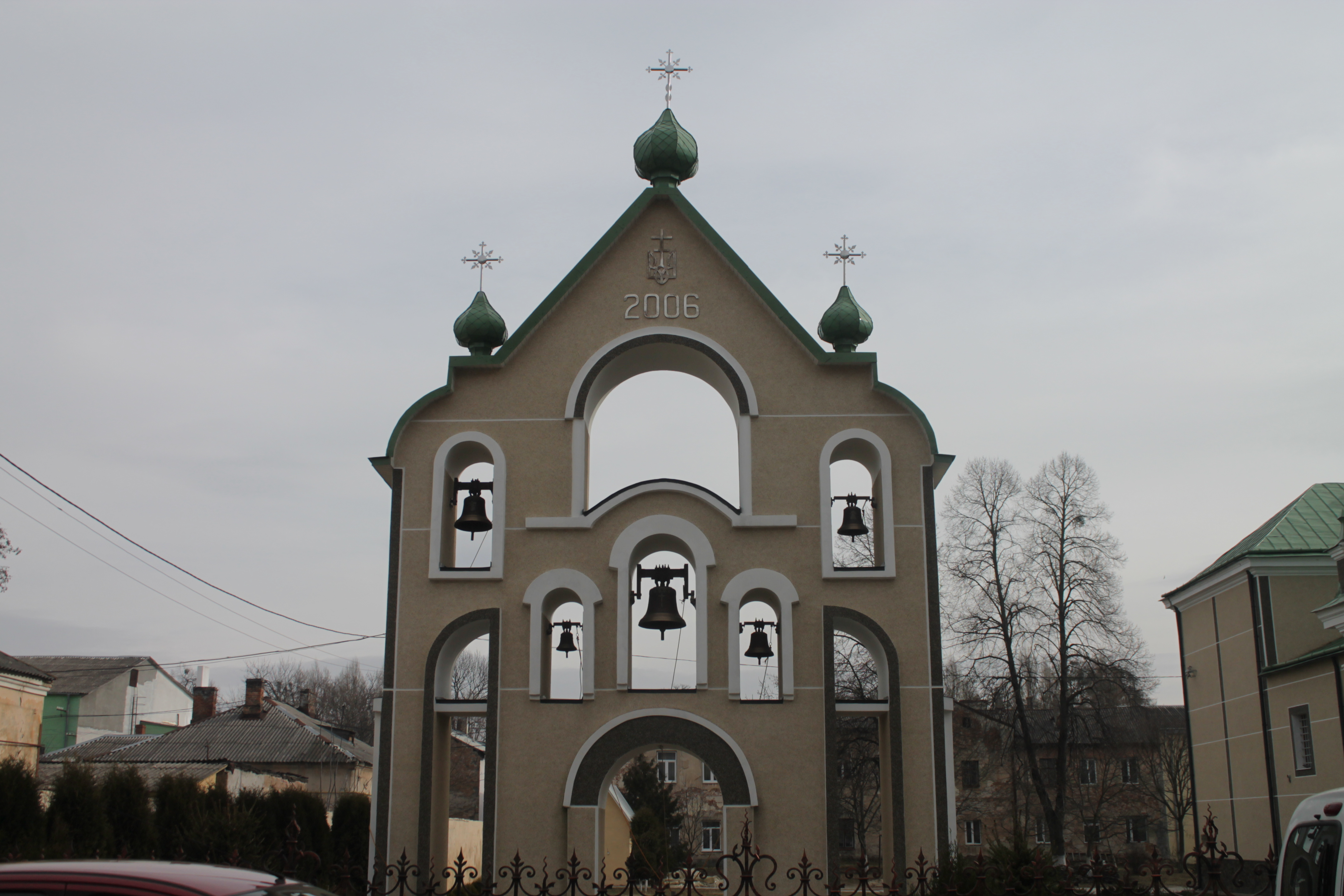
Дзвіниця
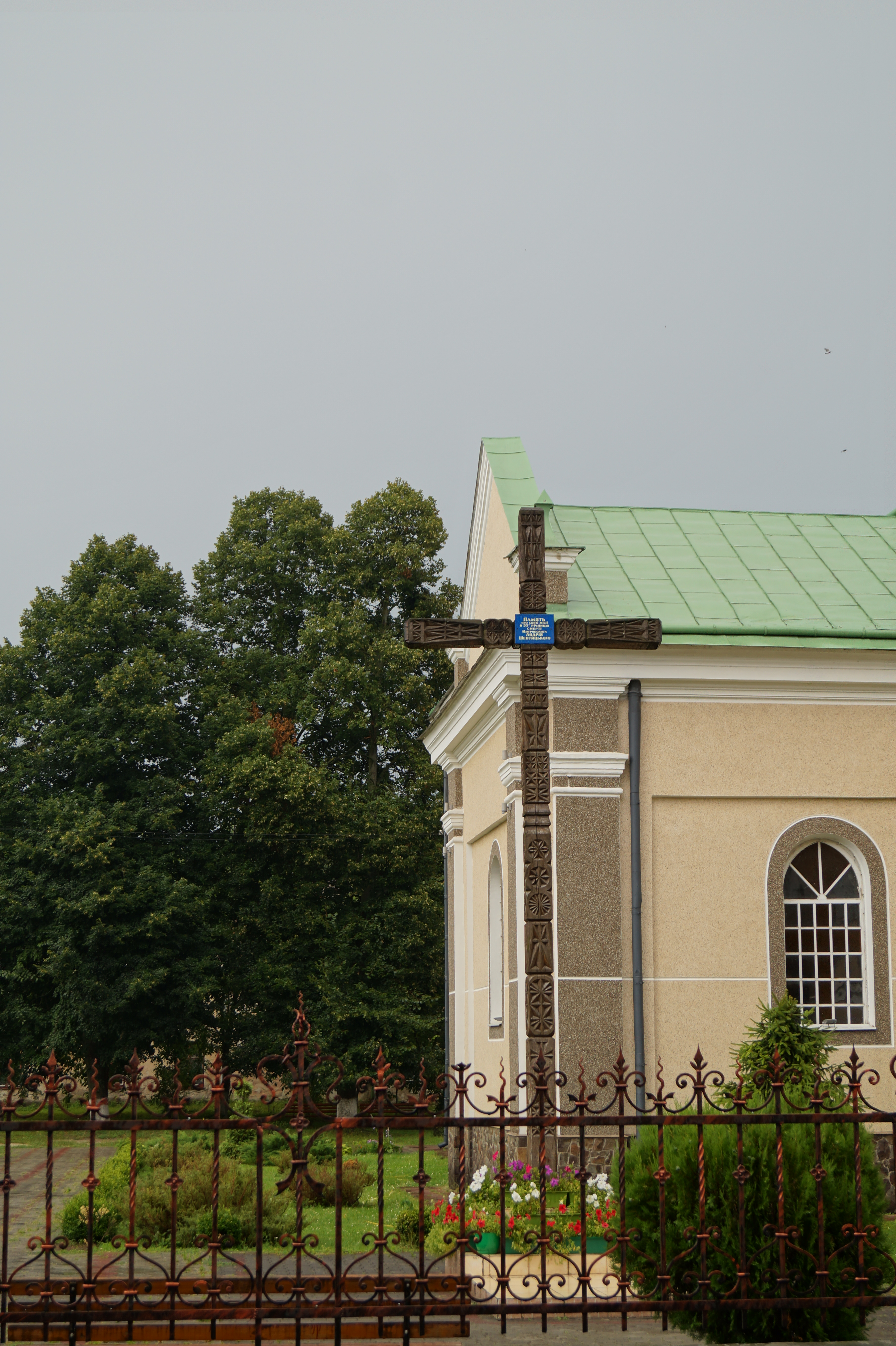
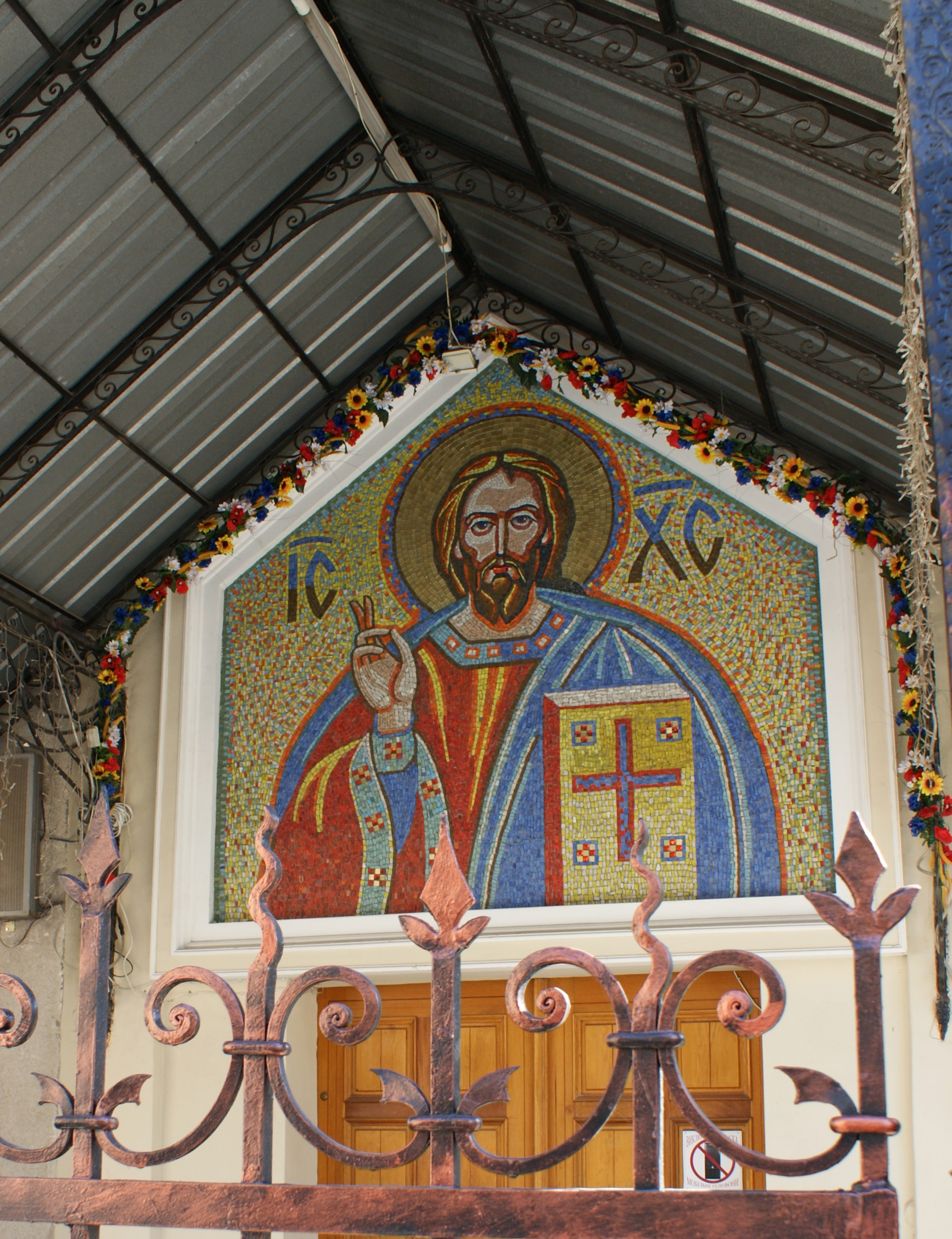